# Petey Williams
Peter «Petey» Williams (Windsor, Ontario, 26 de agosto de 1982) es un luchador profesional canadiense que está firmando con la WWE como productor. Trabajaba para la Total Nonstop Action Wrestling (TNA), donde fue dos veces campeón de la División X y donde fue el excapitán de Team Canada. Es referido por el apodo de «The Canadian Destroyer», una referencia a su finisher del mismo nombre, el sunset flip piledriver (Canadian Destroyer)

## Carrera
Williams fue entrenado junto a Chris Sabin por Scott D'Amore en la Can-Am Wrestling School, debutando en Border City Wrestling, promoción propiedad de D'Amore, en 2002. Aparte de su trabajo en TNA, Williams continúa luchando en empresas independientes de Canadá y Estados Unidos. También realizó una aparición sorpresa en Ring of Honor el 18 de junio de 2005, en el PPV Death Before Dishonor III, como el oponente sorpresa de A.J. Styles.

### Total Nonstop Action Wrestling (2004-2009)

#### 2004
Williams debutó en TNA el 25 de febrero de 2004, reemplazando a Teddy Hart como capitán del Team Canada que participó en el TNA 2004 World X Cup Tournament. El equipo canadiense alcanzó la final junto a los equipos de EE. UU. y México, pero fue derrotado frente al equipo estadounidense, concretamente por Chris Sabin en un combate Ultimate X entre capitanes.
El 11 de agosto de 2004, Williams ganó el TNA X Division Championship en un Gauntlet for the Gold con 22 luchadores, entrando en undécimo lugar e imponiéndose finalmente a The Amazing Red para ganar el título.
Tras comenzar su etapa como campeón, Williams aseguró que su movimiento final, el Canadian Destroyer, no podía ser contrarrestado. Por ello, después de retener el título ante A. J. Styles en Victory Road el 7 de noviembre de 2004, Chris Sabin declaró que era capaz de esquivarlo. Aunque Sabin fue capaz de evitar el Canadian Destroyer y transformarlo en su Cradle Shock en tres ocasiones a lo largo del siguiente mes, no pudo derrotar a Williams por el Campeonato de la División X en Turning Point, el 5 de diciembre de 2004.

#### 2005
El 16 de enero de 2005, tras cinco meses y cinco días como campeón, Williams fue derrotado en Final Resolution, por A. J. Styles en un Ultimate X match donde también participó Sabin.
Tres meses después, el 24 de abril en Lockdown, Williams y su compañero en Team Canada "Showtime" Eric Young fueron derrotados por America's Most Wanted con el NWA World Tag Team Championship en juego. Posteriormente, se enfrentaron a los nuevos campeones, The Naturals, el 19 de junio en Slammiversary, siendo nuevamente derrotados.

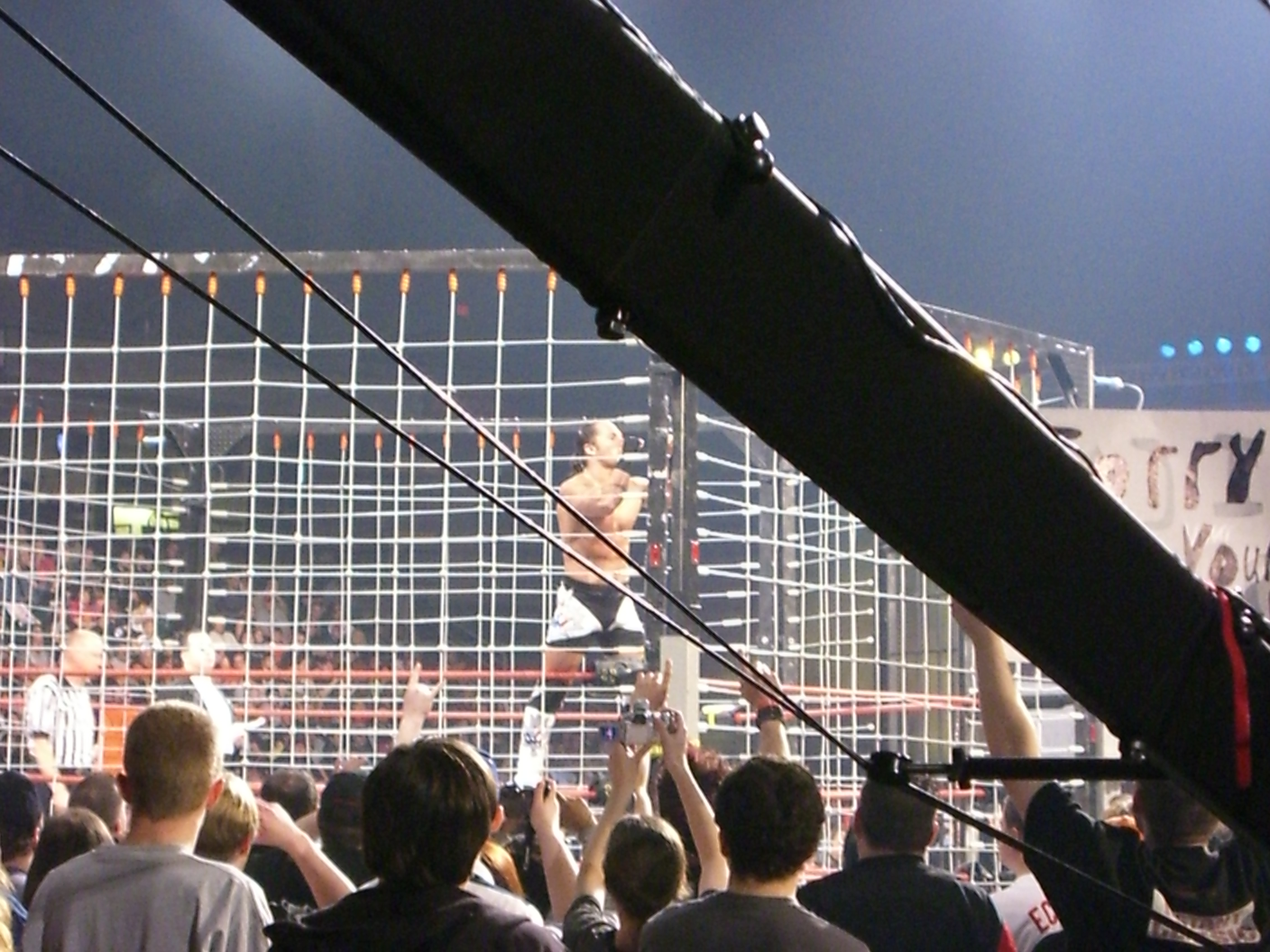
Williams en un combate en jaula

Williams volvió a optar al Campeonato de la División X el 17 de julio de 2005 en No Surrender, pero fue derrotado por el campeón Christopher Daniels. Posteriormente, se unió junto a todo el Team Canada a la facción Planet Jarrett en el debut televisivo de TNA en Spike TV, y tras ganar el Ultimate X8 en Bound for Glory 2005, recibió una nueva oportunidad por el título ante A. J. Styles en Genesis 2005., pero fue vencido una vez más.

#### 2006
En la edición de 2006 del TNA World X Cup Tournament repitió como capitán del equipo canadiense. A pesar de ser derrotado por el capitán japonés, Jushin Liger, en Sacrifice, venció en el combate final para empatar a puntos con el equipo estadounidense. El jueves siguiente, 18 de mayo, en IMPACT!, perdió en una lucha de desempate ante el capitán estadounidense Chris Sabin.
El 29 de junio, Jim Cornette anunció que el Team Canada sería desmantelado, aunque les ofreció una última oportunidad en un combate dos semanas más tarde contra Jay Lethal, Rhino, y Team 3D con la estipulación de que si perdían se separarían sin más oportunidades. Desafortunadamente para el equipo canadiense, Jay Lethal cubrió a A1, acabando oficialmente con el Team Canada de una vez por todas.
En los meses posteriores, Williams se convirtió en el aspirante número uno al campeonato de la División X, retando al campeón Senshi en Hard Justice 2006. En un combate donde también participaría Jay Lethal, Williams consiguió aplicarle a este su Canadian Destroyer, garantizándose la victoria, pero Senshi le aplicó un dropkick a Williams e hizo la cuenta a Lethal para retener el campeonato.

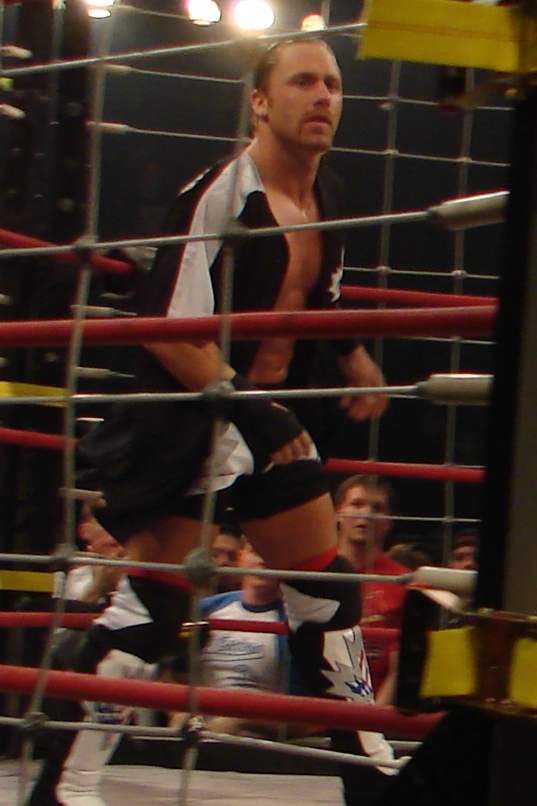
Williams en Lockdown 2007

En la edición del 16 de noviembre. de iMPACT!, fue invitado por Latin American Exchange a presenciar la quema de la bandera estadounidense, produciéndose así el primer su primer gesto face al negarse a ello. De este modo se vería implicado en la rivalidad entre America's Most Wanted y LAX.
Williams iba a ser el compañero de Kurt Angle para combatir contra LAX por los cinturones del NWA World Tag Team Championship, pero fue atacado antes del combate y sustituido por Samoa Joe. En un episodio posterior de iMPACT! venció a Homicide, pero después del combate, los tres miembros de LAX empezaron a castigar a Williams. Fue socorrido por America's Most Wanted, que aprovecharon para robar la bandera mexicana. Esto desembocó en un flag match dentro de Turning Point 2006, donde Williams y America's Most Wanted fueron vencidos por LAX.

#### 2007-2008
En 2007, Gail Kim comenzó a ayudar a Williams e incluso tuvieron un combate frente a James Storm y Jacqueline Moore en Against All Odds 2007, pero fueron derrotados. Petey llegó a involucrarse en un storyline con sus excompañeros Eric Young y Robert Roode, lo cual continuó hasta Lockdown, en donde Roode derrotó a Williams. 
Compitió en el combate Ultimate X en Victory Road. junto con Sonjay Dutt, pero fue el segundo eliminado por Homicide. Después de eso, Williams permaneció inactivo hasta que el programa de la TNA amplió su tiempo de transmisión a dos horas, el 4 de octubre de 2007. El 25 de octubre, en TNA Impact!, participó en una fatal four way junto con Havok, Sonjay Dutt y Shark Boy, pero durante el combate Team 3D acudió y atacó a Williams.
En Turning Point, ganó un maletín que le daba la oportunidad por un determinado campeonato de la TNA. Scott Steiner intercambió su maletín con Williams, dándole el maletín con una oportunidad por el Campeonato Mundial de la TNA. Sin embargo, durante un combate, Steiner le volvió a intercambiar el maletín, teniendo ahora una oportunidad por el Campeonato de la División X.
Petey y Steiner lucharon en Against All Odds con el ganador, Scott Steiner, llevándose los dos maletines. Luego en TNA Impact!, fue nuevamente derrotado por Steiner. Desde entonces, Petey formó un equipo con él, adquiriendo los servicios oficiales de Rhaka Khan. El 17 de abril de 2008, Steiner le regaló a Williams la oportunidad por el Campeonato de la División X, logrando derrotar a Jay Lethal, coronándose dos veces campeón de la División X.
En una grabación de TNA Impact!, sufrió una lesión que lo dejará fuera entre 4 y 6 semanas, pero a pesar de aquello no lo despojaron del campeonato. En Slammiversary, Williams retuvo el Campeonato de la División X frente a Kaz y posteriormente en Hard Justice frente a Consequences Creed. Finalmente, en No Surrender pierde el Campeonato de la División X en una Triple Amenaza.
En Bound for Glory IV participó en la lucha llamada Steel Asylum, de donde salió derrotado. Tras esto, se unió a la facción de jóvenes de la TNA contra The Main Event Mafia, peleando contra el equipo, pero abandonando a sus compañeros tras el regreso de Scott Steiner. Sin embargo, en Turning Point peleó por una oportunidad por el Campeonato de la División X, uniéndose a sus compañeros.

#### 2009
Tras Genesis, entró en un pequeño feudo con Scott Steiner, con quien intercambió ataques en las ediciones de iMPACT! anteriores a Against All Odds. En dicho evento, Williams y Steiner se enfrentaron en un combate, con victoria para el segundo.
Fue despedido de la TNA el 11 de febrero]] de 2009 por no llegar a un acuerdo económico para renovar su contrato.

### Circuito independiente (2009-2013)
Después de ser despedido de la TNA, hizo una aparición en la Border City Wrestling el 28 de marzo, peleando en un 8-man gauntlet match para coronar un nuevo Campeón Peso Pesado de la BCW, la cual fue ganada por Tyson Dux. El 17 de abril, Williams empezó a pelear en la All Japan Pro Wrestling durante la nueva Liga Junior en Parejas con Phil Atlas como compañero. El 29 de abril, Williams & Atlas derrotaron a F4 (Hiroshi Yamato & KAI), quedando terceros. También peleó en varios eventos de Ring of Honor, el 26 y 27 de junio, el primero en un combate entre 6 luchadores que fue ganado por Austin Aries y el segundo una lucha ante Kenny King, la cual perdió.
En agosto luchó de nuevo en la AJPW en la Liga Junior, de la cual solo ganó una lucha. El 18 de septiembre luchó de nuevo en ROH junto a Colt Cabana, derrotando a Austin Aries & Rhett Titus. El siguiente día derrotó a Titus en una lucha individual. El 25 de septiembre peleó contra El Generico, Chris Hero y Claudio Castagnoli, pelea que fue ganada por Castagnoli. En Glory by Honor VIII, luchó contra Aries por el Campeonato Mundial de ROH, pero fue derrotado. El 10 de octubre, Williams perdió ante Castagnoli en una lucha clasificatoria para el Survival of the Fittest.
Después de dejar ROH, Williams trabajó para la Pro Wrestling Xtreme, donde el 7 de noviembre derrotó a Matt Burns. Hizo su segunda y última aparición un mes después, derrotando a Michael Elgin. El 13 de noviembre, Williams regresó a la Border City Wrestling, donde se reunió con Scott D'Amore, obteniendo una victoria sobre Joe Doering & Tyson Dux con Kurt Angle como árbitro especial. Williams hizo su debut en la Capital City Championship Combat el 21 de noviembre, donde reformó el Team Canada con Johnny Devine, derrotando a The Untouchables (Dan Paysan & Jimmy Stone).
El 7 de febrero de 2010, debutó en la Canadian Wrestling's Elite, en el evento Collision Course, derrotando a Bobby Jay para obtener un puesto en un combate por el título de la promoción, pero no pudo ganar. El 19 de marzo en Gold Rush, regresó a ROH, perdiendo ante Austin Aries. Al día siguiente, en Epic Encounter III perdió ante el Campeón Mundial Televisivo de ROH Eddie Edwards en una lucha por el título.
El 26 de marzo, Williams derrotó a Chris Korvis en un evento de la Pure Pro Wrestling, ganando su Campeonato Franquicia. Defendió el título ante luchadores como Korvis, Jeff Brooks, Jerome Pruitt o Sebastian Rose. El 26 de junio se enfrentó al campeón de la difunta empresa Mid Michigan Wrestling Association Gutter en una lucha para unificar ambos títulos, perdiendo Petey el combate.
El 12 de diciembre de 2010, Williams debutó en Lucha Libre USA, formando un stable heel llamado The Right junto a RJ Brewer y Jon Rekon, teniendo un gimmick antiinmigrantes. El 18 de junio de 2011, Williams & Rekon derrotaron a the Latin Liberators (Rocky Romero & Super Nova) ganando el vacante Campeonato en Parejas de Lucha Libre USA.

### Total Nonstp Action Wrestling (2013-2014)
Williams hizo su regreso a la TNA en cuatro años en enero, en las grabaciones del especial de la División X X-Travaganza (emitido el 5 de abril), donde fue derrotado junto a Sonjay Dutt por Bad Influence (Kazarian & Christopher Daniels). Dos meses después, firmó un contrato con la empresa, regresando en Impact Wrestling el 4 de abril de 2013, derrotando a Sonjay Dutt y Mason Andrews y ganando una oportunidad por el Campeonato de la División X. Sin embargo, la semana siguiente fue derrotado por el campeón Kenny King tras cubrir a Zema Ion, quien también competía en la lucha.

### Global Force Wrestling/Impact Wrestling (2017-2021)
En Destination X, Williams reapareció en el Ladder Match por el Campeonato de la División X de la GFW entre Sonjay Dutt contra Trevor Lee, interfiriendo a favor de Dutt. En Victory Road, se enfrentó a Trevor Lee por el Campeonato de la División X de Impact!, sin embargo perdió. En Bound For Glory, se enfrentó a Trevor Lee, Dezmond Xavier, Garza Jr., Sonjay Dutt y a Matt Sydal por el Campeonato de la División X de Impact, originalmente la lucha iba a ser un Ultimate X Match pero fue modificado en las últimas horas.
En Redemption, se enfrentó a Matt Sydal por el Campeonato de la División X de Impact!

#### 2021
Regreso siendo el compañero misterioso de Josh Alexander derrotando a Ace Austin & Madman Fulton y a TJP & Fallah Bahh en Hardcore Justice. En Under Siege, . En Against All Odds, se enfrentó a Ace Austin, Chris Bey, Rohit Raju y a Trey en un Fatal-5 Way Match por una oportunidad al Campeonato de la División X de Impact de Josh Alexander, sin embargo, terminó sin resultado debido al ataque de Madman Fulton sobre todos. En Slammiversary, se enfrentó a Josh Alexander, Ace Austin, Chris Bey, Rohit Raju y a Trey en un Ultimate X Match por el Campeonato de la División X de Impact!, sin embargo perdió.

### WWE (2022-presente)
En enero de 2022, se informó que Williams había firmado con WWE como productor.

## En lucha
- Movimientos finales

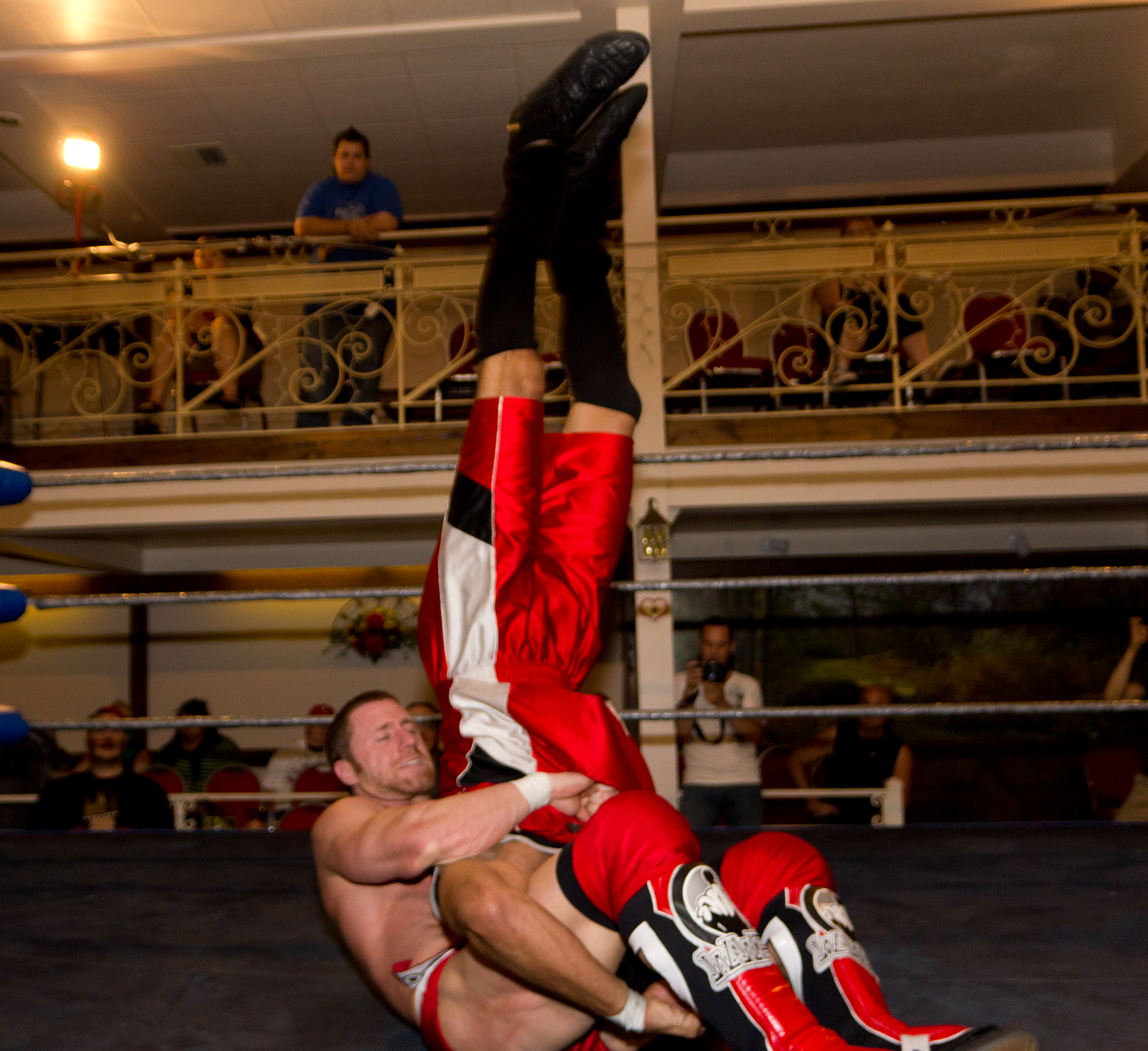
Petey Williams aplicando su "Canadian Destroyer"

  - Canadian Destroyer (Sunset Flip Piledriver, innovado)

- Movimientos de firma
  - O Canada Nut Squash (Diving Groin Stomp a un oponente en Tree of Woe seguido de cantar "O Canada")
  - Canadian Legsweep (Tilt-a-whirl counter en un Russian legsweep)
  - Diving hurricanrana
  - Moonsault slam
  - Tornado DDT
  - Slingshot en un diving leg drop, un double knee gutbuster o un double knee facebreaker
  - Frankensteiner
  - Cradle DDT
  - Hammerlock camel clutch
  - Leg lariat
  - Enzuigiri
  - Double underhook piledriver
  - Inverted facelock
  - Sitout wheelbarrow facebuster
  - Diving elbow drop
  - Fujiwara armbar

- Mánagers
  - Scott D'Amore
  - Gail Kim
  - Scott Steiner
  - Rhaka Khan

- Apodos
  - The Canadian Destroyer 
  - Maple Leaf Muscle
  - Little Petey Pump
  - The Definition of Definition

## Campeonatos y logros
- Alliance Championship Wrestling

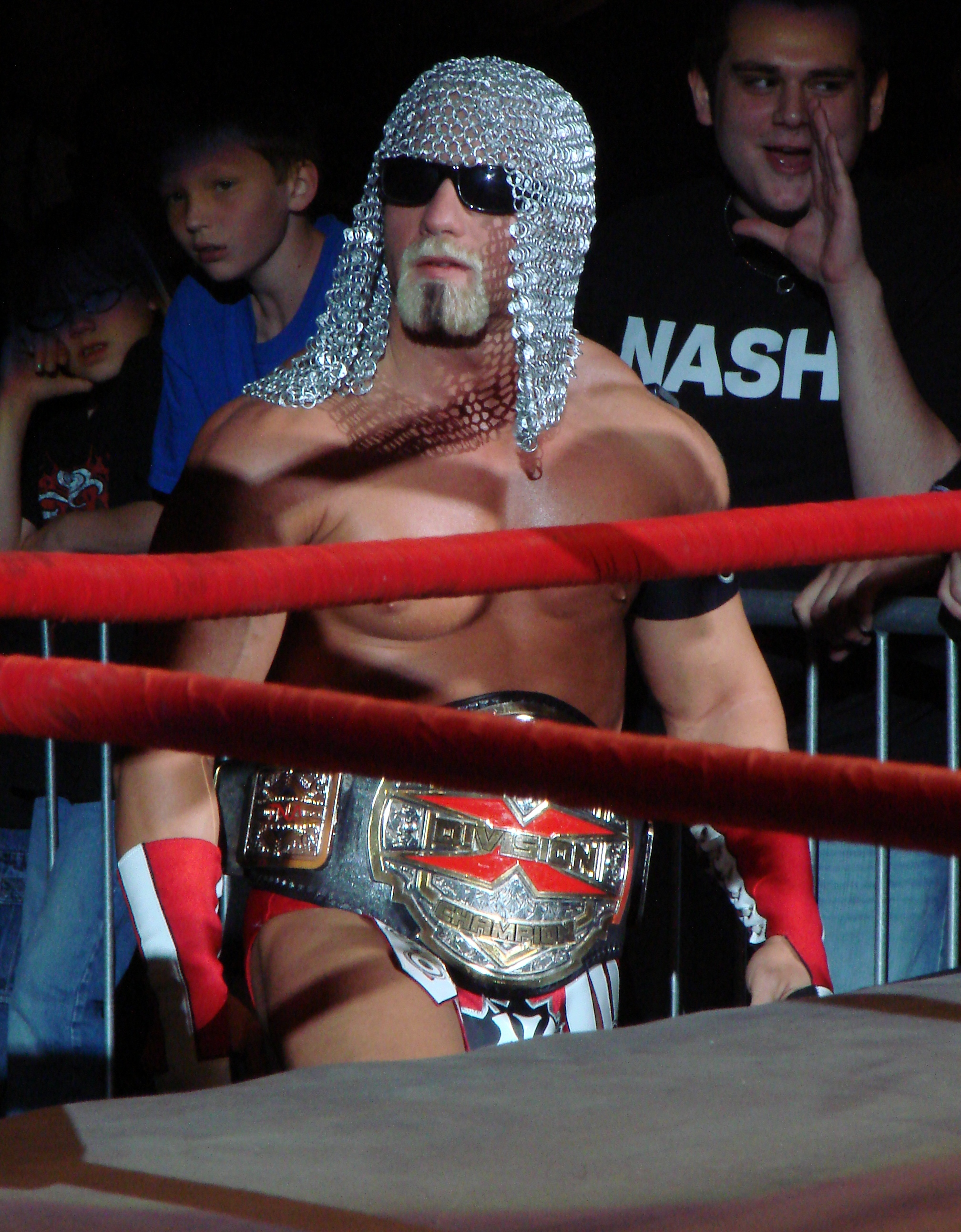
Williams como campeón de la División X

  - ACW Junior Heavyweight Championship (1 vez)

- Border City Wrestling
  - BCW Can-Am Tag Team Championship (1 vez) - con Robert Roode
  - BCW Can-Am Television Championship (1 vez)

- CLASH Wrestling
  - CLASH Heavyweight Championship (1 vez, actual)

- East Coast Wrestling Association
  - ECWA Super 8 Tournament (2005)

- Elite Wrestling Revolution
  - EWR Heavyweight Championship (2 veces)

- Independent Wrestling Association Mid-South
  - IWA Mid-South Heavyweight Championship (1 vez)

- Lucha Libre USA
  - Lucha Libre USA Tag Team Championship (1 vez) – con Jon Rekon[31]

- New Korea Pro Wrestling Association
  - NKPWA Light Heavyweight Championship (1 vez)[32]

- NWA Upstate
  - NWA Upstate No Limits Championship (1 vez)

- Pomales Wrestling Entertainment
  - PWE World Cruiserweight Championship (1 vez)

- Power Wrestling Alliance
  - PWA Cruiserweight Championship (1 vez)

- Prime Time Wrestling
  - PTW Heavyweight Championship (1 vez, actual)

- Pure Pro Wrestling
  - PPW Franchise Championship (1 vez)

- Storm Championship Wrestling
  - SCW Light Heavyweight Championship (1 vez)

- Total Nonstop Action Wrestling
  - TNA X Division Championship (2 veces).[33]
  - TNA Year End Awards (3 veces)
    - Finisher of the Year (2004–2006) Canadian Destroyer

- Pro Wrestling Illustrated
  - Situado en el Nº178 en los PWI 500 del 2004.[34]
  - Situado en el Nº23 en los PWI 500 del 2005.[35]
  - Situado en el Nº86 en los PWI 500 del 2006.[36]
  - Situado en el Nº93 en los PWI 500 del 2007.[37]
  - Situado en el Nº48 en los PWI 500 del 2008[38]
  - Situado en el Nº102 en los PWI 500 de 2009[39]
  - Situado en el Nº186 en los PWI 500 de 2010[40]
  - Situado en el Nº264 en los PWI 500 de 2011[41]
  - Situado en el Nº236 en los PWI 500 de 2012[42]
  - Situado en el Nº260 en los PWI 500 de 2013[43]
- Wrestling Observer Newsletter
  - WON Rookie of the Year - 2004